# Karangwinongan
Karangwinongan is een bestuurslaag in het regentschap Jombang van de provincie Oost-Java, Indonesië. Karangwinongan telt 3169 inwoners (volkstelling 2010).